# Burni Kepayang
Burni Kepayang är ett berg i Indonesien.   Det ligger i provinsen Aceh, i den västra delen av landet, 1 600 km nordväst om huvudstaden Jakarta. Toppen på Burni Kepayang är 1 310 meter över havet, eller 66 meter över den omgivande terrängen. Bredden vid basen är 0,52 km.
Terrängen runt Burni Kepayang är kuperad åt nordost, men åt sydväst är den bergig.Runt Burni Kepayang är det mycket glesbefolkat, med 2 invånare per kvadratkilometer. I omgivningarna runt Burni Kepayang växer i huvudsak städsegrön lövskog.